# Ioánnis Theotókis
Ioánnis Theotókis (em grego: Ιωάννης Θεοτόκης; 1880 — 1961) foi um político da Grécia. Ocupou o cargo de primeiro-ministro da Grécia entre 6 de Janeiro de 1950 a 23 de Março de 1950.